# Virginie de Sartorius

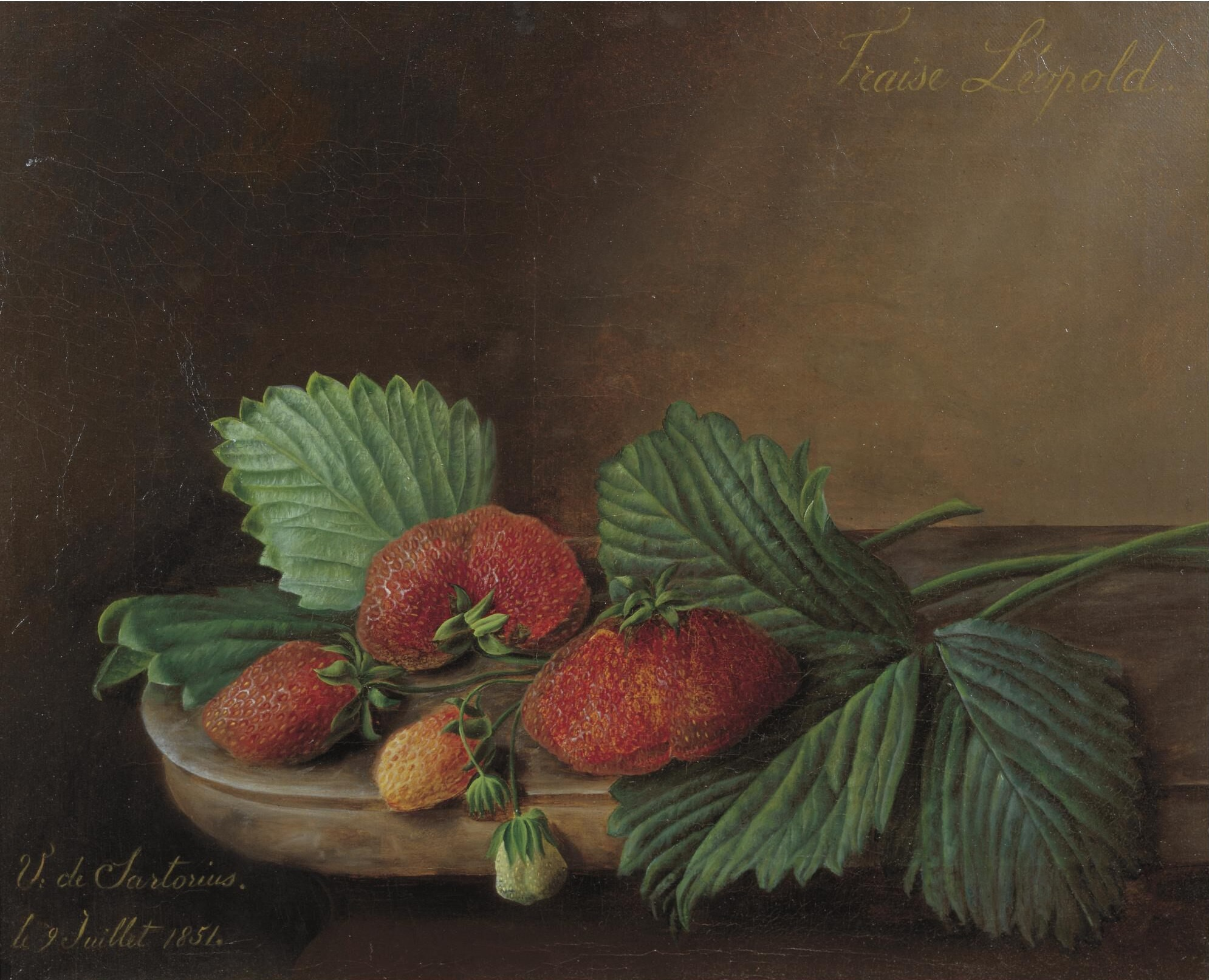
Aardbeien op een schaal

Virginie de Sartorius (Luik, 1828 - na 1874) was een Belgisch kunstschilderes uit de Romantiek. Zij schilderde voornamelijk schilderijen met bloemstukken en fruit.

## Biografie
Virginie de Sartorius was de dochter van Joseph Henri Antoine de Sartorius (1785-1859), gemeenteraadslid te Visé (Wezet) en Marie Jeanne Virginie Constance Delavaux (1796-1883). Zij werd geboren in Luik in het toenmalige Verenigd Koninkrijk der Nederlanden, dat zich nadien opsplitste, zo groeide zij op in het nieuwe koninkrijk België. Zij had nog een jongere broer, Emil de Sartorius (10 september 1830- 12 oktober 1899). Haar grootvader was de arts Gerard Joseph de Sartorius (29 november 1753- 15 januari 1840). Haar grootmoeder was de Poolse Felicissime van Linghen (Warschau, 1783 –  Visé, 1837)
Zij was afkomstig uit een gegoede familie en kon zodoende een opleiding in de kunsten genieten, hetgeen indertijd voor vrouwen geen vanzelfsprekendheid was. De Sartorius kreeg haar onderricht in haar geboorteplaats Luik van Julie Palmyre van Marcke de Lummen (geboortenaam Robert) (Parijs, 1800- Luik, 1875). Julie Palmyre Robert was ingetrouwd in de Luikse schilders familie Van Marcke de Lummen, die bekendstonden om hun stillevens van bloemstukken en fruit. Nadien excelleerde De Sartorius ook in dit genre, waarna haar carrière een vlucht nam.
Zij mocht in 1860 exposeren in de salon van Luik, dat zij nogmaals deed in 1866. In 1863 werd haar schilderij Bloemen en fruit geëxposeerd in de Teeken-Academie te ’s Gravenhage in Nederland. Zij woonde op dat moment aan de Rue Souverain Pont in het centrum van Luik. Later, in 1874, zou zij haar werken nogmaals tentoonstellen in de salons van Leuven, Namen en Spa.
Nadien werd niets meer van haar vernomen. Zover bekend was zij ongehuwd en had zowel zij als haar broer Emil geen nakomelingen, waarna de familie De Sartorius met de dood van haar broer in 1899 uitstierf.

## Schilderstijl
Haar schilderstijl wordt gekwalificeerd in de romantische stijlperiode. Stillevens met bloemstukken en fruitschalen kregen een opleving in het midden van de negentiende eeuw. Het werk van De Sartorius sloot hier op aan. De bloem- en fruitstillevens hadden tevens een symbolische functie. Het bloemstilleven staat voor vergankelijkheid, maar ook voor de bewondering van de schepping. Fruitstillevens daarentegen staan voor vruchtbaarheid en de overvloed. De Sartorius haar schilderijen worden gekenmerkt door overdadige en volle bloemvazen en fruitschalen.
Het enige atypische werk in haar oeuvre is het Aangezicht van een Belgische stad. Dit is namelijk geen stilleven, maar een stadsgezicht van haar geboortestad Luik. De compositie wordt gevormd door de rivier de Maas, geflankeerd door de torens van de St. Pauluskathedraal, de St. Bartomoleuskerk, de St. Foillankerk en de St. Janskerk.

### Stilleven met gesorteerde bloemen, fruit en een marmeren buste van Louise Marie van Orléans

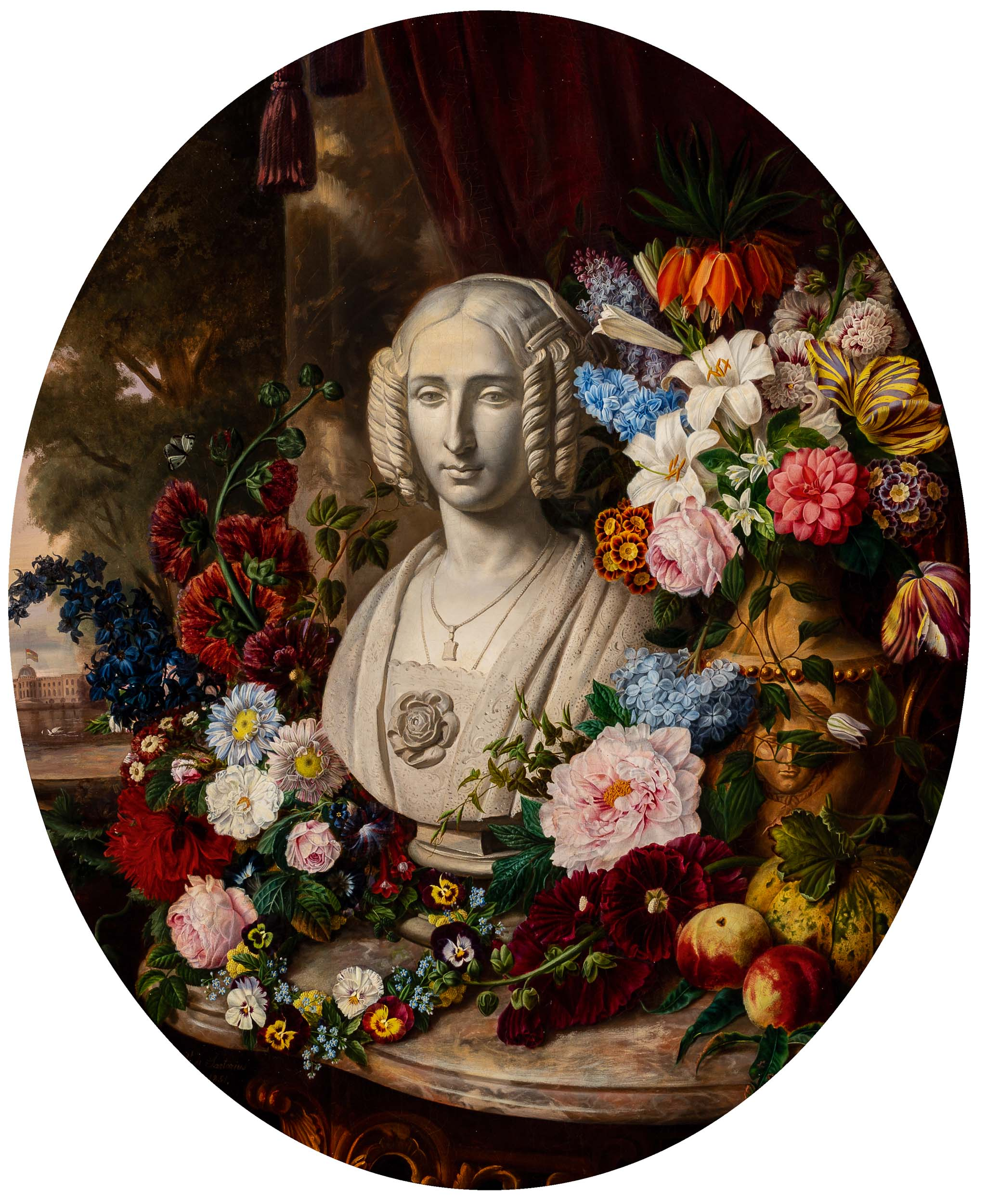
Stilleven met gesorteerde bloemen, fruit en een marmeren buste van Louise Marie van Orléans

Het werk Stilleven met gesorteerde bloemen, fruit en een marmeren buste van een vrouw schilderde zij in 1851. De marmeren buste in het midden moet hoogstwaarschijnlijk Louise Marie van Orléans (1812-1850) voorstellen. Zij was de eerste koningin der Belgen en was gehuwd met koning Leopold I van België (1790-1865). Zij was enkele maanden hiervoor overleden aan tuberculose. Op de achtergrond wordt tevens de residentie van de Belgische koninklijke familie in Laken afgebeeld. Het schilderij werd in december 2018 geveild te Amsterdam. Het is thans in particulier bezit.

### Overzicht van werken (incompleet)
Het grootste deel van haar schilderijen zijn in particulier bezit. Alleen het werk Stilleven met bloemen hangt in het museum van Luik.
- Aardbeien op een schaal (juli 1851)
- Stilleven met gesorteerde bloemen, fruit en een marmeren buste van een vrouw (1851)[9]
- De dahlia (1852)
- Stilleven van een boeket (1854)
- Groot vruchtenstilleven (1855)
- Stilleven met een fruitmand (1856)
- Stilleven met bloemen en fruit (1867)
- Compositie met bloemen, fruit en een steengoed kruik (1871)
- Gezicht op een Belgische stad (datering onbekend)
- Bloemenpaar (onbekend, gesigneerd als A.V. De Sartorius)
- Nature morte aux fleurs et aux fruits sur un entablement (datering onbekend)
- Nature morte : composition de fin d'été (datering onbekend)